# ケジュマロク
ケジュマロク（Kežmarok (ドイツ語: Kesmark / ドイツ語: Käsmark; ハンガリー語: Késmárk, ルシン語: Кежмарок, イディッシュ語: קעזמאַרק, ポーランド語: Kieżmark)）は、スロバキア東部プレショウ県の町。

## 歴史
ケジュマロクへの定住は新石器時代へ遡る。13世紀、地方はサクソン人の共同体に入っており、スロバキア人の漁業の村として、ハンガリー王国とカルパチア系ドイツ人定住地の国境の目印となっていた。1251年に初めて記載された市名はラテン語名で Villa (Saxonum apud Ecclesiam) Sancte Elisabethであった。1269年、ケジュマロクは町の特権を得た。チーズの市場を意味するドイツ語からきた名前Kesmark（"Käsemarkt"）からケジュマロクとなったとされている。1433年に町はフス派暴徒によって著しく破壊された。1440年以後、スピシュ伯はケジュマロクを本拠地とした。15世紀にケジュマロクは自由王立都市となった。
町はテケイ家の本拠地であった。ハンガリーのマグナートで戦士であったテケリ・イムレは1657年にこの町で生まれた。彼は1705年に亡命先のトルコで死んだが、20世紀に彼の遺体はケジュマロクへ戻された。彼は町のルーテル教会派教会内の貴族霊廟に埋葬された。
町にはその他、城、多くのルネサンス期の商人邸宅、古代本の博物館などがある。ケジュマロクの最盛期には木造のプロテスタント教会が全体を木で1688年に建てられた。教会内には木製パイプをそなえたオルガンがある。
ケジュマロクは第二次世界大戦の終わりまで、少数派ドイツ人の大きな共同体があった（ドイツ人追放を参照）。大きくて活発なユダヤ人共同体もあった。第二次世界大戦中、初期スロバキア共和国の賛同のもと、3,000人近いケジュマロクのユダヤ人たちがドイツの絶滅収容所へ追放された。町の戦前のユダヤ人墓地は今は修復された。

## 統計
2001年度調査によると、町の人口は17,383人である。そのうち95.21％はスロバキア人、1.59％がロマ人、0.83％がチェコ人、0.43％がドイツ人である。信仰は、77.50％がカトリック教会、10.98％が無宗教、4.83％がルーテル教会、2.63％はギリシャ・カトリック教会である。

## 姉妹都市

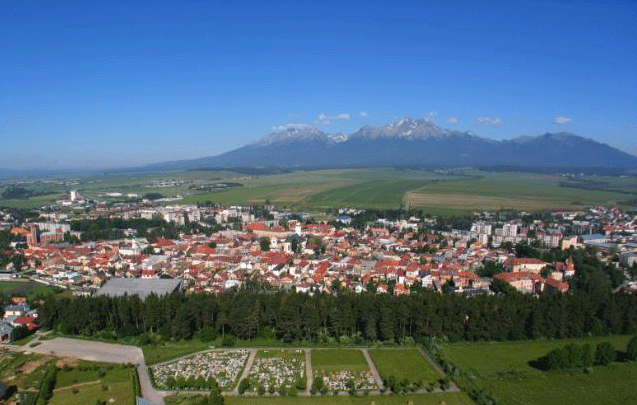
ケジュマロクの全景

- ボフニャ, ポーランド
- グリヴィツェ, ポーランド
- ハイドゥーソボスロー（英語版）, ハンガリー
- クピシュキス, リトアニア
- ランシュクロウン（英語版）,　チェコ
- レスネヴァン, フランス
- ノヴィ・タルク, ポーランド
- プジーブラム（英語版）, チェコ
- ヴァイルブルク, ドイツ
- ズギェシュ（英語版）, ポーランド

## 主な出身者
- ミクラーシュ・イェリネク - ヴァイオリニスト

## ギャラリー

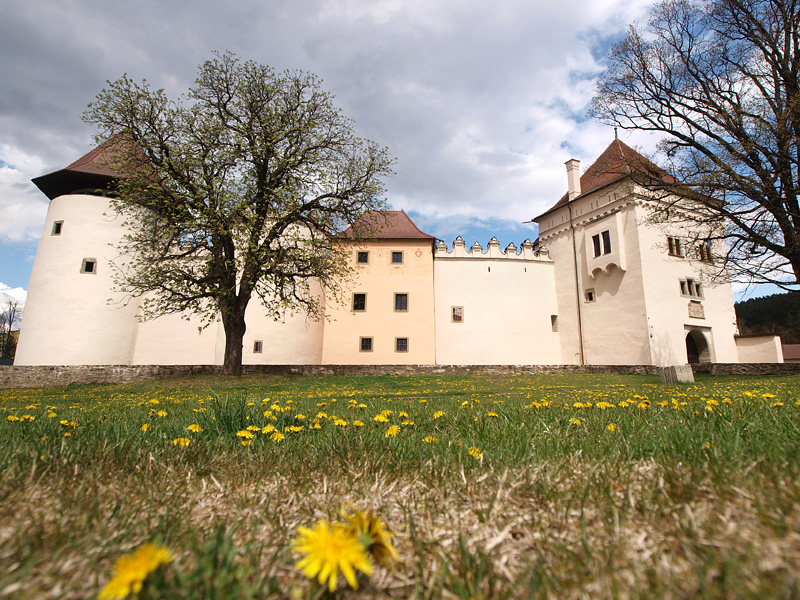
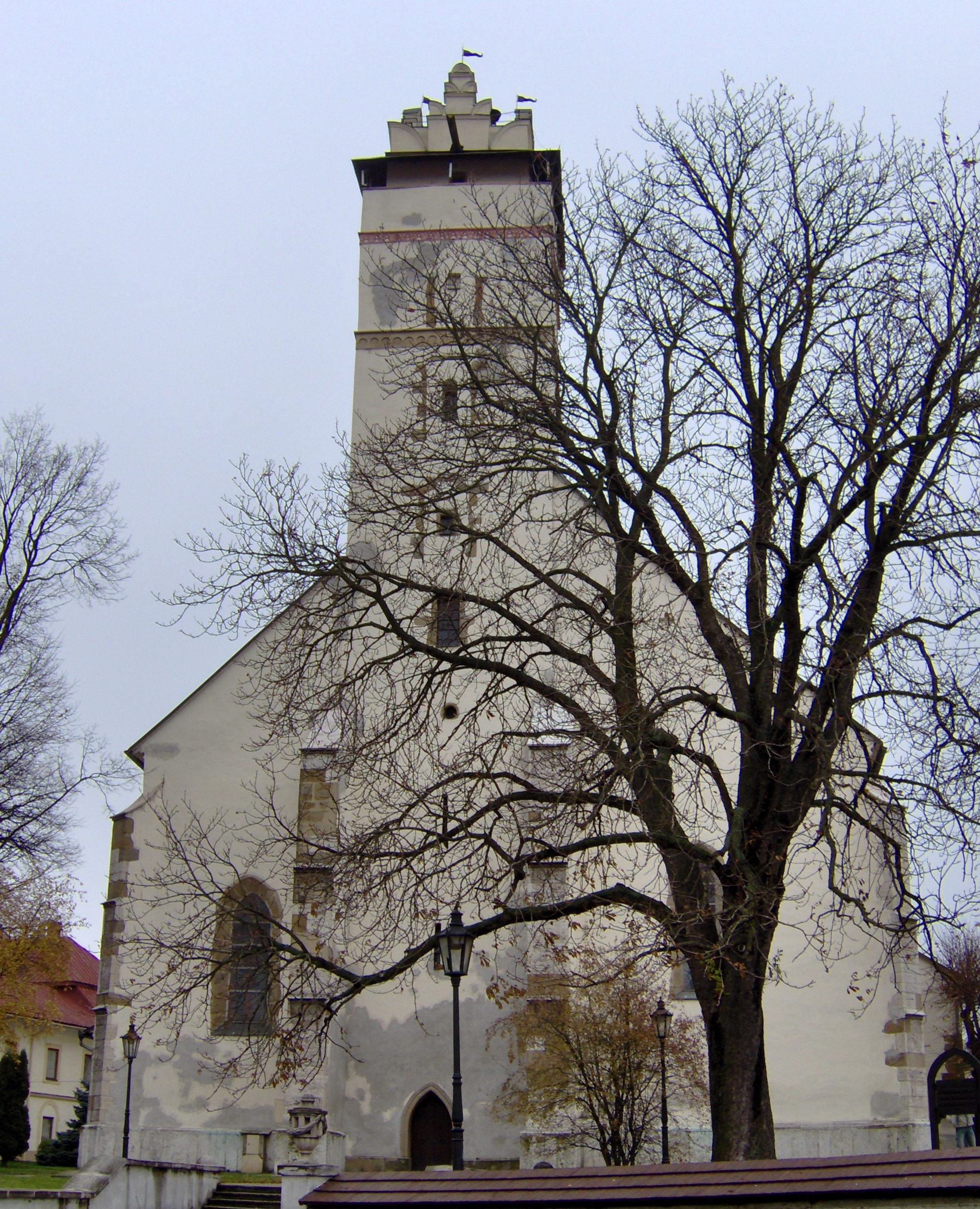
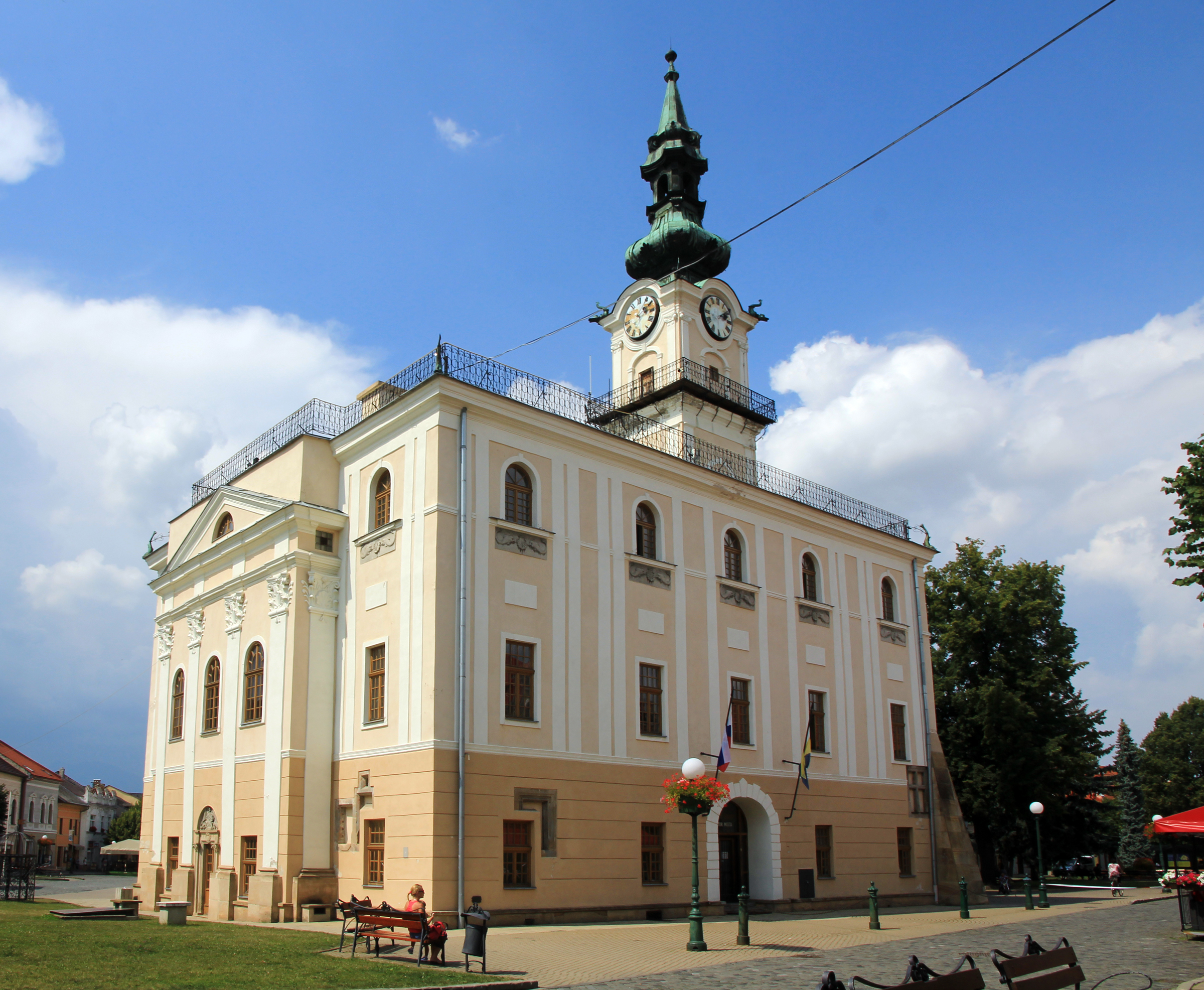
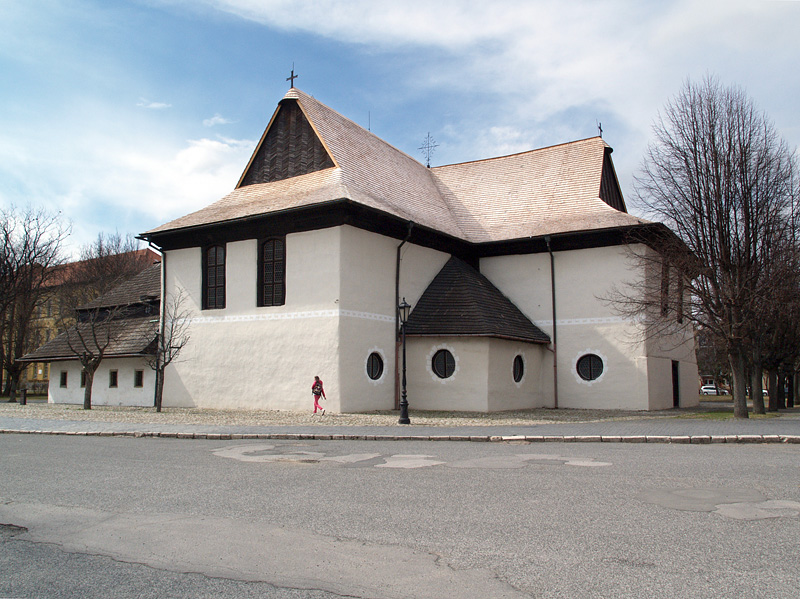
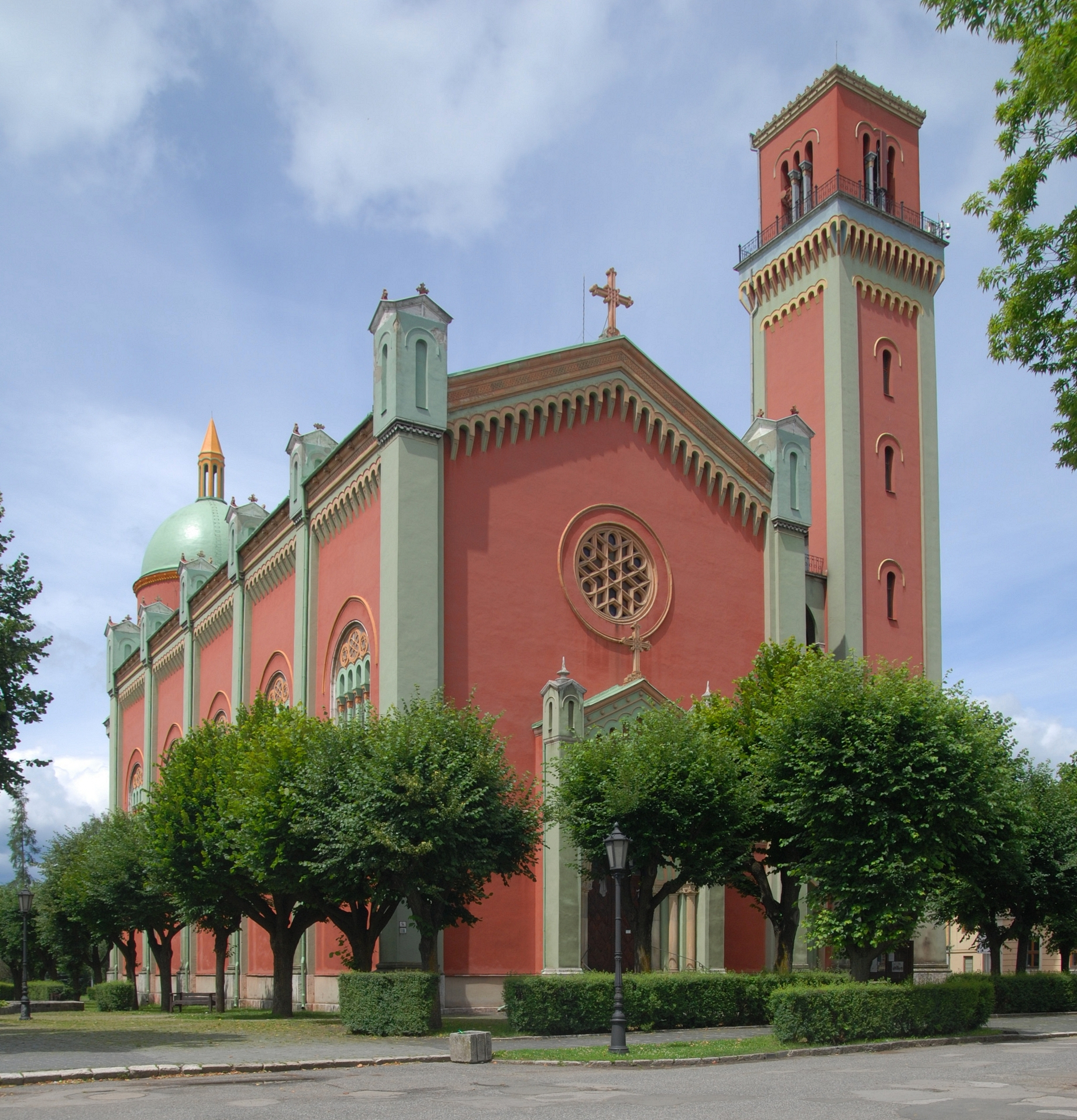
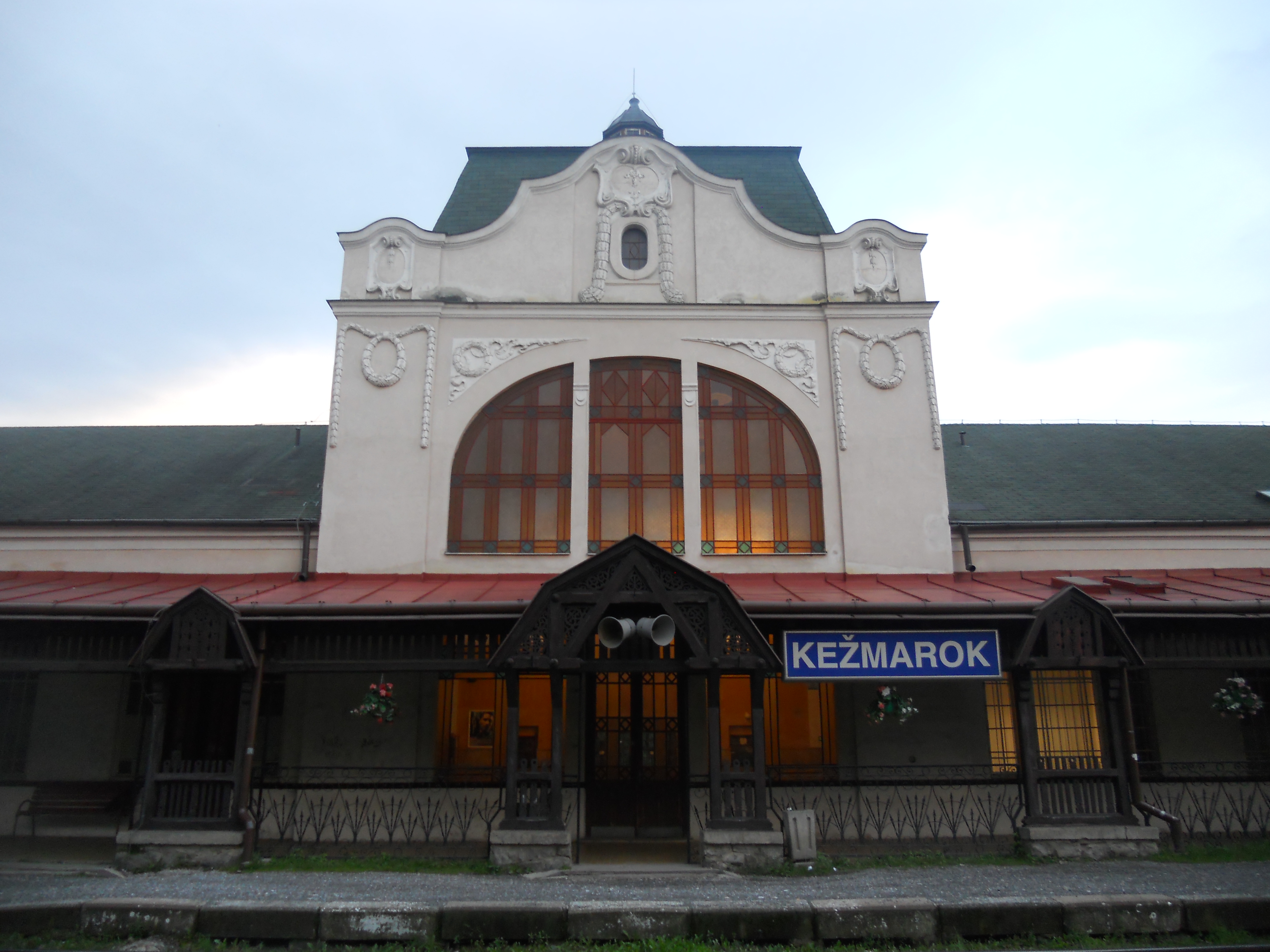